# Duration
Duration (lateinisch duratio, „Dauer“) ist im Finanzwesen eine Kennzahl, welche die durchschnittliche Kapitalbindungsdauer eines zinstragenden Finanzinstruments oder Finanzprodukts angibt.
Die Kapitalbindungsdauer ist der Zeitraum, in dem ein Anleger zwischen Kauf und Verkauf sein Kapital in einem Finanzierungstitel investiert hat. Während der Kapitalbindung ist es ihm nicht möglich, das Kapital alternativen Verwendungen (Konsum oder andere Finanzprodukte) zuzuführen. Als zinstragende Finanzinstrumente kommen vor allem Anleihen oder Termingelder in Betracht.

## Inhalt
Bei der Duration wird ein vollkommener Kapitalmarkt unterstellt, bei dem es möglich ist, jederzeit zu einem einheitlichen Kapitalmarktzins Kapitalanlagen zu erwerben. Die in Jahren gemessene Duration gibt den Zeitraum an, der bei einem festverzinslichen Finanzprodukt (festverzinsliches Wertpapier, Termingeld) benötigt wird, damit sich die aus einer Zinsänderung ergebenden Kurs- und Zinseszins-Effekte gerade wieder ausgleichen und damit die ursprüngliche Rendite sichern.

## Arten
Frederick R. Macaulay entwickelte im Jahre 1938 die nach ihm benannte einfache/grobe Duration (englisch dirty duration) ({\displaystyle D_{M}}). Sie stellt sich formal wie folgt dar:
{\displaystyle D_{M}=-{\frac {\Delta BW}{\Delta r}}{\frac {(1+r)}{BW}}}.
Dabei steht {\displaystyle BW} für den Barwert und {\displaystyle r} für die Rendite.
Wird diese einfache Duration mit dem Nominalzins gewichtet, erhält man die abgeleitete Duration (englisch modified duration) nach Hicks ({\displaystyle D_{mod}}). John Richard Hicks entwickelte diese Formel 1939, ohne sich auf Macauley zu beziehen. Sie drückt die prozentuale Barwertänderung in Abhängigkeit von einer Zinsänderung aus:
{\displaystyle D_{mod}=D_{M}\left({\frac {1+r}{\frac {r}{f}}}\right)},
wobei {\displaystyle f} die jährlichen Cashflows und {\displaystyle {\frac {r}{f}}} die jährliche Rendite bedeuten.
Unterschieden wird ferner zwischen der positiven und negativen Duration. Während bei der positiven Duration der Börsenkurs einer Anleihe sinkt, wenn die Marktrendite steigt, ist es bei der negativen Duration umgekehrt. Eine negative Duration liegt vor, wenn die Barwertfunktion eine positive Steigung aufweist. Dies ist der Fall, wenn ein steigendes Zinsniveau den Wert des Zahlungsstroms aus der Anleihe erhöht.

## Duration-Konzept
Die Duration stellt jenen Zeitpunkt dar, bei dem völlige Immunisierung gegenüber dem Zinsänderungsrisiko im Sinne von Endwertschwankungen eintritt. Das Konzept baut auf dem Umstand auf, dass unvorhergesehene Zinsänderungen zwei gegenläufige Auswirkungen auf den Endwert eines festverzinslichen Wertpapiers haben: So führt etwa ein Zinsanstieg zwar zu einem geringeren Barwert der Anleihe; wegen der Reinvestitionsprämisse werden die zukünftigen Zahlungen (Kupons) jedoch höher verzinst. Letztlich führt ein Zinsanstieg zu einem höheren Endwert. Umgekehrt verhält es sich bei einer Zinssenkung. Jenen Zeitpunkt, bis zu dem der Marktwert der Anleihe bei gestiegenen Zinsen wegen der reinvestierten Kupons mindestens wieder den erwarteten Wert erreicht hat oder bis zu dem er bei gesunkenen Zinsen wegen der geringeren Diskontierung nicht den erwarteten Wert unterschritten hat, nennt man Duration.
Ein weiterer Terminus ist Mittlere Restbindungsdauer. Denn die Duration ist der gewichtete Mittelwert der Zeitpunkte, zu denen der Anleger Zahlungen aus einem Wertpapier erhält. Als Gewichtungsfaktoren dieses Mittelwertes werden die jeweiligen Anteile des Barwertes der Zins- und Tilgungszahlungen zum jeweiligen Zeitpunkt am Gesamtbarwert aller Zahlungen herangezogen.
Genauer entspricht die Duration einer Taylorreihenentwicklung der Wertänderung, die nach dem ersten linearen Glied abgeschnitten wird. Für die Praxis ergibt sich mit der Duration eine einfache Formel, die die Wertänderung einer Anleihe {\displaystyle \Delta P} mit der Zinsänderung {\displaystyle \Delta r} verknüpft:
{\displaystyle \Delta P/P=-D/(1+r)\cdot \Delta r}.
Der Wert von Standardanleihen ohne besondere Ausstattungsmerkmale ist jedoch konvex im Zinsniveau. Durch die vorgenannte lineare Approximation unterschätzt man daher die Wertänderung von Anleihen, eine Abschätzung mit der Duration ist deshalb stets pessimistisch. Der Wertverlust bei steigendem Zinsniveau wird überschätzt, der Wertzuwachs bei sinkendem Zinsniveau wird unterschätzt. Dieser Effekt wird umso stärker, je größer die Änderung des Zinsniveaus ist. Reicht die Näherung mit der linearen Approximation in der Praxis nicht mehr aus, ist das zweite Glied der Taylorreihenentwicklung zu berücksichtigen. Dieses Vorgehen führt zum Konzept der Konvexität.

### Modellannahmen
Folgende Annahmen werden beim Duration-Konzept getroffen:
- flache Zinsstrukturkurve: Durch diese vereinfachende Annahme laufzeitunabhängiger Zinsen können Zahlungen, die zu verschiedenen Zeitpunkten anfallen, mit einem einheitlichen Zinssatz abgezinst werden.
- Einmalige Änderung des Marktzinsniveaus durch Parallelverschiebung der (flachen) Zinsstrukturkurve. Diese Änderung erfolgt unmittelbar nach Erwerb der Anleihe.
- Wiederanlage der Kuponzahlungen erfolgt zum Marktzins {\displaystyle r}.
- Keine Transaktionskosten oder Ganzzahligkeitsprobleme.
- Keine Steuern.

## Modifizierte Duration
Die (Macaulay-)Duration wird in der Einheit Jahre gemessen. Eine besonders häufige Fragestellung aus der Praxis ist jedoch, eine Aussage über die relative Veränderung des Anleihekurses in Abhängigkeit einer Veränderung des Marktzinsniveaus treffen zu können. Diese Aufgabe übernimmt die modifizierte Duration. Sie gibt an, um wie viel Prozent sich der Anleihekurs ändert, wenn sich das Marktzinsniveau um einen Prozentpunkt ändert; damit misst sie den durch eine marginale Zinssatzänderung ausgelösten Kurseffekt und stellt somit eine Art Elastizität des Anleihekurses vom Marktzinssatz dar. Da auch hierbei die sehr restriktiven Annahmen des Duration-Konzeptes gelten, ist eine praktische Anwendbarkeit wieder nur bei sehr geringen Zinsänderungen gegeben.
Die modifizierte Duration ist eine Kennzahl aus der Finanzmathematik, welche angibt, wie stark sich der Gesamtertrag einer Anleihe (bestehend aus den Tilgungen, Kuponzahlungen und dem Zinseszinseffekt bei der Wiederveranlagung der Rückzahlungen) ändert, wenn sich der Zinssatz am Markt ändert.
Die modifizierte Duration {\displaystyle D_{\mathrm {MD} }} steht wie folgt mit der Duration im Zusammenhang:
{\displaystyle D_{\mathrm {MD} }=D_{\mathrm {Mac} }\cdot {\frac {1}{1+r}}}.

## Portfolioduration
Um die Duration eines ganzen Portfolios (Investmentfonds, Pensionsfonds, Wertpapierdepot) zu bestimmen, berechnet man im ersten Schritt die Durationen der Anleihen des Portfolios. Die Portfolioduration ergibt sich als die mit dem Anteil am Portfoliogesamtwert jeder Anleihe gewichtete Summe der einzelnen Anleihedurationen:
{\displaystyle D_{\mathrm {PF} }=\sum _{i=1}^{N}x_{i}\cdot D_{i}},
mit
{\displaystyle D_{\mathrm {PF} }} = Duration des Portfolios,
{\displaystyle x_{i}} = Anteil der Anleihe {\displaystyle i} am Portfoliogesamtwert,
{\displaystyle D_{i}} = Duration der Anleihe {\displaystyle i},
{\displaystyle N} = Anzahl der verschiedenen Anleihen im Portfolio.
Alternativ lässt sich die Duration für einen Gesamtzahlungsstrom berechnen, indem die einzelnen Zahlungsströme addiert werden.

## Herleitung der Durationsformel
Der Barwert einer Anleihe lässt sich allgemein durch Diskontieren (Abzinsen) der zukünftigen Zahlungen (d. h. der oftmals jährlich anfallenden Kuponzahlungen sowie der Kupon- und Tilgungszahlung im Zeitpunkt {\displaystyle n}) berechnen:
{\displaystyle P_{0}=\sum _{t=1}^{T}{\frac {C_{t}}{(1+r_{t})^{t}}}={\frac {C_{1}}{1+r_{1}}}+{\frac {C_{2}}{(1+r_{2})^{2}}}+\dotsb +{\frac {C_{T}}{(1+r_{T})^{T}}}},
mit
{\displaystyle P_{0}} = Barwert im Betrachtungszeitpunkt {\displaystyle t_{0}},
{\displaystyle C_{t}} = Zahlung zum Zeitpunkt {\displaystyle t} (in Jahren),
{\displaystyle r_{t}} = Für die Laufzeit {\displaystyle t} gültiger Zinssatz,
{\displaystyle T} = Laufzeitende der Anleihe (letzte Zahlung).
Nimmt man an, dass es einen laufzeitunabhängigen Zinssatz {\displaystyle r} (mit {\displaystyle r=r_{t}} für alle Zeitpunkte {\displaystyle t}) gibt, und leitet nach {\displaystyle r} ab, erhält man:
{\displaystyle {\frac {\partial P_{0}}{\partial r}}=\sum _{t=1}^{T}C_{t}\cdot (-t)\cdot (1+r)^{-(t+1)}=-\sum _{t=1}^{T}{\frac {t\cdot C_{t}}{(1+r)^{(t+1)}}}=-{\frac {1}{1+r}}\cdot \sum _{t=1}^{T}{\frac {t\cdot C_{t}}{(1+r)^{t}}}}.
Dies ist die Euro-Duration. Division der Ableitung durch den Barwert {\displaystyle P_{0}} liefert
{\displaystyle {\frac {\frac {\partial P_{0}}{\partial r}}{P_{0}}}=-{\frac {1}{1+r}}\cdot \underbrace {\sum _{t=1}^{T}{\frac {t\cdot C_{t}}{(1+r)^{t}}}\cdot {\frac {1}{P_{0}}}} _{\mathrm {Macaulay-Duration} }}.
Der berechnete Ausdruck stellt die approximative relative Preisänderung bei (kleiner) Zinsänderung dar. Eine derartige Definition der Macaulay-Duration hat historische Gründe.
Macaulay-Duration {\displaystyle D_{\mathrm {Mac} }}
{\displaystyle D_{\mathrm {Mac} }=\sum _{t=1}^{T}{\frac {t\cdot C_{t}}{(1+r)^{t}}}\cdot {\frac {1}{P_{0}}}}.

## Die Macaulay-Duration bei flacher Zinsstrukturkurve und konstanten Zahlungen
Im Spezialfall einer flachen Zinsstrukturkurve (d. h. {\displaystyle r_{t}=r} für alle {\displaystyle t}) und konstanten Zahlungen (d. h. {\displaystyle C_{t}=C} für alle {\displaystyle t}) lässt sich die Macaulay-Duration explizit berechnen. Es gilt:
{\displaystyle D_{\mathrm {Mac} }={\frac {1-(T+1)q^{T}+Tq^{T+1}}{(1-q)(1-q^{T})}}},
wobei {\displaystyle q={\frac {1}{1+r}}}. Insbesondere gilt:
{\displaystyle \lim _{r\rightarrow 0}D_{\mathrm {Mac} }={\frac {T+1}{2}}}.

## Zusammenfassung der Formeln der Durationsberechnung
{\displaystyle D_{\mathrm {Euro} }=\sum _{i=1}^{n-1}t_{i}c_{i}(1+{\bar {y}})^{-(t_{i}+1)}+t_{n}(100+c_{n})(1+{\bar {y}})^{-(t_{n}+1)}}.
{\displaystyle D_{\mathrm {mod} }={\frac {\sum _{i=1}^{n-1}t_{i}c_{i}(1+{\bar {y}})^{-(t_{i}+1)}+t_{n}(100+c_{n})(1+{\bar {y}})^{-(t_{n}+1)}}{\sum _{i=1}^{n-1}c_{i}(1+{\bar {y}})^{-(t_{i}+1)}+(100+c_{n})(1+{\bar {y}})^{-(t_{n}+1)}}}}.
{\displaystyle D_{\mathrm {Mac} }={\frac {\sum _{i=1}^{n-1}t_{i}c_{i}(1+{\bar {y}})^{-(t_{i}+1)}+t_{n}(100+c_{n})(1+{\bar {y}})^{-(t_{n}+1)}}{\sum _{i=1}^{n-1}c_{i}(1+{\bar {y}})^{-(t_{i}+1)}+(100+c_{n})(1+{\bar {y}})^{-(t_{n}+1)}}}}.

## Immunisierung gegen Zinsänderungsrisiken
Eine Position ist dann gegen Zinsänderungsrisiken immunisiert, wenn die mit den Marktwerten gewichteten modifizierten Durationen der Long- und Short-Position einander entsprechen:
{\displaystyle D(long)\cdot Co(long)=D(short)\cdot Co(short)},
mit {\displaystyle Co} als Preis der Option und {\displaystyle D} als Duration.
Dieses Verfahren wird „duration matching“ genannt. Eine derart gesicherte Position kann als Nullkuponanleihe betrachtet werden.

## Bewertung des Duration-Konzeptes
Für die Beurteilung der Zinssensitivität (Preissensivität) einer Anleihe ist es nicht ausreichend, nur die Gesamtlaufzeit zu betrachten: Beispielsweise weist eine Nullkuponanleihe mit nur einer einzigen Zahlung zum Laufzeitende eine weitaus größere Zinsempfindlichkeit auf als eine Standardanleihe gleicher Laufzeit, bei der jährlich Kuponzahlungen geleistet werden.
Neben der Laufzeit einer Anleihe ist somit das zeitliche Anfallen der Zahlungen von Bedeutung. Die Duration verknüpft diese beiden relevanten Komponenten auf multiplikative Weise, gewichtet also den jeweiligen Zahlungszeitpunkt {\displaystyle t} mit dem relativen Beitrag zum Barwert. Eine höhere Duration lässt auf eine tendenziell hohe Zinssensitivität schließen und zeigt, wie lange das Kapital im Mittel gebunden ist.
Die Duration ist umso höher, je niedriger der Kupon ist. Für den Extremfall der Nullkuponanleihe gilt, dass die Duration mit der Restlaufzeit der Anleihe übereinstimmt.
Da sich die Zinsen in der Regel jedoch nicht stetig, sondern stufenweise (diskret) ändern, und die Abhängigkeit des Anleihekurses vom Zinssatz keine lineare Beziehung darstellt, sind die Änderungen, welche die Duration berechnet, nicht ganz exakt. Der Kursrückgang wird überschätzt, wenn der Zins steigt, und die Kurssteigerung wird unterschätzt, wenn der Zins fällt. Dieser Beurteilungsfehler, ausgelöst durch die Approximation einer nichtlinearen Beziehung durch eine lineare, fällt bei nur geringen Zinsänderungen kaum ins Gewicht. Bei größeren Zinsänderungen steigt dieser Konvexitätsfehler jedoch stark an; eine Linderung dieses Fehlers bietet die Einbeziehung der Konvexität bei der Preisabschätzung.
Die Existenz von Konditionsbeiträgen belegt die Existenz von Marktunvollkommenheiten. Die Annahme einer flachen Zinsstrukturkurve kann mit Hilfe der Key Rate Duration aufgeweicht werden.

## Wirtschaftliche Aspekte
Die Duration ist im Portfoliomanagement und Risikomanagement ein wichtiges Instrument zur Erfassung, Steuerung, Kontrolle und Prognose des Zinsänderungsrisikos. Je länger (kürzer) die Laufzeit eines Finanzinstruments ist, desto länger (kürzer) fällt – ceteris paribus – die gewichtete durchschnittliche Kapitalbindungsdauer der Cashflows aus. Je höher die Duration, umso höher ist – ceteris paribus – das Zinsänderungsrisiko.
Der Einfluss von Nominalwert, Fälligkeit, Nominalzins und Verfallrendite auf die Duration kann wie folgt erklärt werden:
| Anleihe         | Nominalwert | Fälligkeit | Nominalzins | Verfallrendite | Börsenkurs | Macauley-Duration |
| --------------- | ----------- | ---------- | ----------- | -------------- | ---------- | ----------------- |
| Referenzanleihe | 100 %       | 5 Jahre    | 3 %         | 4 %            | 95,548 %   | 4,709             |
| Anleihe 2       | 100 %       | 6 Jahre    | 3 %         | 4 %            | 94,758 %   | 5,566             |
| Anleihe 3       | 100 %       | 5 Jahre    | 2 %         | 4 %            | 91,006 %   | 4,797             |
| Anleihe 4       | 100 %       | 5 Jahre    | 3 %         | 3 %            | 100,0 %    | 4,717             |

Alle Anleihevarianten sind mit jährlich nachträglicher Zinszahlung ausgestattet. Die höchste Kapitalbindungsdauer (Duration) weist die Anleihe 2 auf.

## Abgrenzung
Die Duration misst die durchschnittliche Kapitalbindungsdauer einer Geldanlage bei einem festverzinslichen Wertpapier, während die Konvexität das Marktverhalten einer Anleihe bei Zinsänderungen wiedergibt.